# Riku Miura
Riku Miura (jap. 三浦 璃来 Miura Riku; ur. 17 grudnia 2001 w Takarazuka) – japońska łyżwiarka figurowa, startująca w parach sportowych z Ryuichi Kiharą. Brązowa medalistka olimpijska z Pekinu (2022, drużynowo), dwukrotna mistrzyni (2023, 2025) i wicemistrzyni świata (2022, 2024), mistrzyni czterech kontynentów (2023), złota medalistka finału Grand Prix (2022) oraz mistrzyni Japonii (2020).

## Osiągnięcia

### Pary sportowe

#### Z Ryuichi Kiharą
| Zawody                           | 19–20          | 20–21          | 21–22          | 22–23          | 23–24          |                |                |                |                |                |                |                |                |                |                |                |                |
| Międzynarodowe                   | Międzynarodowe | Międzynarodowe | Międzynarodowe | Międzynarodowe | Międzynarodowe | Międzynarodowe | Międzynarodowe | Międzynarodowe | Międzynarodowe | Międzynarodowe | Międzynarodowe | Międzynarodowe | Międzynarodowe | Międzynarodowe | Międzynarodowe | Międzynarodowe | Międzynarodowe |
| -------------------------------- | -------------- | -------------- | -------------- | -------------- | -------------- | -------------- | -------------- | -------------- | -------------- | -------------- | -------------- | -------------- | -------------- | -------------- | -------------- | -------------- | -------------- |
| Zimowe igrzyska olimpijskie      |                |                | 7              |                |                |                |                |                |                |                |                |                |                |                |                |                |                |
| Mistrzostwa świata               | C              | 10             | 2              | 1              | 2              |                |                |                |                |                |                |                |                |                |                |                |                |
| Mistrzostwa czterech kontynentów | 8              |                |                | 1              | 2              |                |                |                |                |                |                |                |                |                |                |                |                |
| GP Finał Grand Prix              |                |                |                | 1              |                |                |                |                |                |                |                |                |                |                |                |                |                |
| GP Skate Canada International    |                | C              |                | 1              |                |                |                |                |                |                |                |                |                |                |                |                |                |
| GP Skate America                 |                |                | 2              |                |                |                |                |                |                |                |                |                |                |                |                |                |                |
| GP NHK Trophy                    | 5              |                | 3              | 1              |                |                |                |                |                |                |                |                |                |                |                |                |                |
| CS Autumn Classic International  |                |                | 1              |                | 2              |                |                |                |                |                |                |                |                |                |                |                |                |
| Krajowe                          |                |                |                |                |                |                |                |                |                |                |                |                |                |                |                |                |                |
| Mistrzostwa Japonii              | 1              | WD             | WD             |                |                |                |                |                |                |                |                |                |                |                |                |                |                |
| Zawody drużynowe                 |                |                |                |                |                |                |                |                |                |                |                |                |                |                |                |                |                |
| Zimowe igrzyska olimpijskie      |                |                | 3              |                |                |                |                |                |                |                |                |                |                |                |                |                |                |
| World Team Trophy                |                | 3 T 3 P        |                |                |                |                |                |                |                |                |                |                |                |                |                |                |                |

#### Z Shoyą Ichihashi

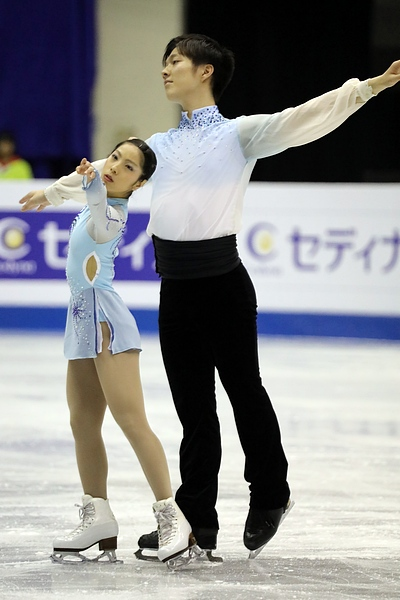
Riku Miura i Shoya Ichihashi – mistrzostw świata juniorów 2017

| Zawody                                | 15–16          | 16–17          | 17–18          | 18–19          |                |                |                |                |                |                |                |                |                |                |                |                |                |
| Międzynarodowe                        | Międzynarodowe | Międzynarodowe | Międzynarodowe | Międzynarodowe | Międzynarodowe | Międzynarodowe | Międzynarodowe | Międzynarodowe | Międzynarodowe | Międzynarodowe | Międzynarodowe | Międzynarodowe | Międzynarodowe | Międzynarodowe | Międzynarodowe | Międzynarodowe | Międzynarodowe |
| ------------------------------------- | -------------- | -------------- | -------------- | -------------- | -------------- | -------------- | -------------- | -------------- | -------------- | -------------- | -------------- | -------------- | -------------- | -------------- | -------------- | -------------- | -------------- |
| Mistrzostwa czterech kontynentów      |                |                | 10             |                |                |                |                |                |                |                |                |                |                |                |                |                |                |
| CS Golden Spin of Zagreb              |                |                | 6              |                |                |                |                |                |                |                |                |                |                |                |                |                |                |
| Międzynarodowe: Kategorie młodzieżowe |                |                |                |                |                |                |                |                |                |                |                |                |                |                |                |                |                |
| Mistrzostwa świata juniorów           |                | 13             | 10             | 14             |                |                |                |                |                |                |                |                |                |                |                |                |                |
| JGP w Austrii                         |                |                |                | 7              |                |                |                |                |                |                |                |                |                |                |                |                |                |
| JGP w Kanadzie                        |                |                |                | 4              |                |                |                |                |                |                |                |                |                |                |                |                |                |
| JGP na Łotwie                         |                |                | 10             |                |                |                |                |                |                |                |                |                |                |                |                |                |                |
| JGP w Polsce                          |                |                | 10             |                |                |                |                |                |                |                |                |                |                |                |                |                |                |
| Bavarian Open                         | 7              |                |                |                |                |                |                |                |                |                |                |                |                |                |                |                |                |
| Mentor Toruń Cup                      |                | 1              |                |                |                |                |                |                |                |                |                |                |                |                |                |                |                |
| Krajowe                               |                |                |                |                |                |                |                |                |                |                |                |                |                |                |                |                |                |
| Mistrzostwa Japonii                   |                |                | 3              |                |                |                |                |                |                |                |                |                |                |                |                |                |                |
| Mistrzostwa Japonii juniorów          | 1              | 1              |                |                |                |                |                |                |                |                |                |                |                |                |                |                |                |
| Zawody drużynowe                      |                |                |                |                |                |                |                |                |                |                |                |                |                |                |                |                |                |
| World Team Trophy                     |                |                |                | 2 T 6 P        |                |                |                |                |                |                |                |                |                |                |                |                |                |

### Solistki
| Zawody                     | 12–13   | 13–14   | 14–15   | 15–16   |
| Krajowe                    | Krajowe | Krajowe | Krajowe | Krajowe |
| -------------------------- | ------- | ------- | ------- | ------- |
| Mistrzostwa Japonii novice |         |         | 28 A    |         |
| Kinki Regional             | 19 B    | 12 A    | 5 A     | 21 J    |

## Programy

### Pary sportowe

#### Z Ryuichi Kiharą
| Sezon   | Program krótki (SP)                                                                             | Program dowolny (FS)                                    | Pokazy mistrzów               |
| ------- | ----------------------------------------------------------------------------------------------- | ------------------------------------------------------- | ----------------------------- |
| 2021–22 | - Hallelujah – k.d. lang, oryg. Leonard Cohen choreografia: Julie Marcotte                      | - Woman – Shawn Phillips choreografia: Valérie Saurette |                               |
| 2020–21 | - Hallelujah – k.d. lang, oryg. Leonard Cohen choreografia: Julie Marcotte                      | - Woman – Shawn Phillips choreografia: Valérie Saurette | - Million Reasons – Lady Gaga |
| 2019–20 | - Wayward Sisters (z filmu Zwierzęta nocy) – Abel Korzeniowski choreografia: Allie Hann-McCurdy | - Fix You – Coldplay choreografia: Valérie Saurette     | - Million Reasons – Lady Gaga |